# NK BSK Bijelo Brdo
O NK BSK Bijelo Brdo é um clube de futebol croata fundado em 1935 e sediado na vila de Bijelo Brdo, no leste da Eslavônia. Na temporada 2019-20, a equipe compete na segunda divisão nacional.

## História
Como vencedor da Copa regional do Condado de Osijek-Baranja, o time entrou na fase preliminar da Copa da Croácia na temporada 2010-11. Depois de derrotar o NK Mladost Petrinja, o time avançou para a primeira rodada propriamente dita, na qual foi derrubado pelo Varaždin. 
O time garantiu a promoção na seção leste da Treća HNL - a terceira divisão do país - depois de vencer o grupo da 4.HNL Leste. Em seguida, a equipe venceu o grupo Treća HNL Leste na temporada 2011–12, com um recorde de 29 jogos invicto (um time desistiu no meio da temporada). Não obteve a licença para a segunda divisão e por isso não foi promovido.
O BSK foi finalmente promovido para a segunda divisão quando esta foi expandida em 2018. Esta foi a temporada de estreia do BSK no segundo nível do futebol croata.

## Honrarias
Treća HNL — Leste:
- Campeão (1): 2011–12